# 4ever (альбом)
4ever — четвертий альбом гурту Слот. Випущений 19 вересня 2009 року лейблом «М2».

## Список композицій

### CD1
| #   | Назва                         | Тривалість |
| --- | ----------------------------- | ---------- |
| 1.  | «Ангел О.К.»                  | 3:29       |
| 2.  | «Flash Mob»                   | 3:56       |
| 3.  | «Небо»                        | 3:44       |
| 4.  | «Человек — Паук»              | 3:15       |
| 5.  | «Вампирская»                  | 3:25       |
| 6.  | «Зеркала»                     | 3:33       |
| 7.  | «Эмаль»                       | 3:26       |
| 8.  | «Alfa-Ромео + Beta-Джульетта» | 3:51       |
| 9.  | «Ля-ля»                       | 2:59       |
| 10. | «Рот в рот»                   | 3:38       |
| 11. | «Конец света - нет Интернета» | 3:20       |
| 12. | «Кукла Вуду»                  | 4:06       |
| 13. | «Мир»                         | 4:00       |

### Multimedia CD2
| #   | Назва                                               | Тривалість |
| --- | --------------------------------------------------- | ---------- |
| 1.  | «Ля-ля (Disco House remix by ID)»                   | 4:45       |
| 2.  | «Alfa-Ромео + Beta-Джульетта (Remix by Roman Rain)» | 4:08       |
| 3.  | «Доска (Live Brakebeat remix by Rone-D)»            | 4:31       |
| 4.  | «Аниме»                                             | 3:28       |
| 5.  | «Ля-ля (Radio ver)»                                 | 2:59       |
| 6.  | «Ни о чём»                                          | 3:03       |
| 7.  | «Клетка (СЛОТ & А Maddel)»                          | 3:48       |
| 8.  | «Се-ля-ви (Cover to Наив)»                          | 3:05       |
| 9.  | «Кукла Вуду (Radio ver)»                            | 3:48       |
| 10. | «Warcraft»                                          | 3:18       |

## Про альбом
- Альбом гурту був названий так, щоб у назві відбивалося, що це четвертий альбом за рахунком.
- Презентація нового альбому СЛОТ відбулася 15 жовтня в московському Б1-Maximum, а також 30 жовтня в пітерському ГлавClub.
- У альбом включені сингли «Alfa-Ромео + Beta-Джульетта» (січень-лютий 2009), «Аниме» (травень 2009).
- Також до альбому включені:

1. Відеокліп «Ангел О. К.»
2. «4ever» fotosession
3. Тексти пісень
4. Караоке — версії пісень